# Cantó de Tourcoing-Sud

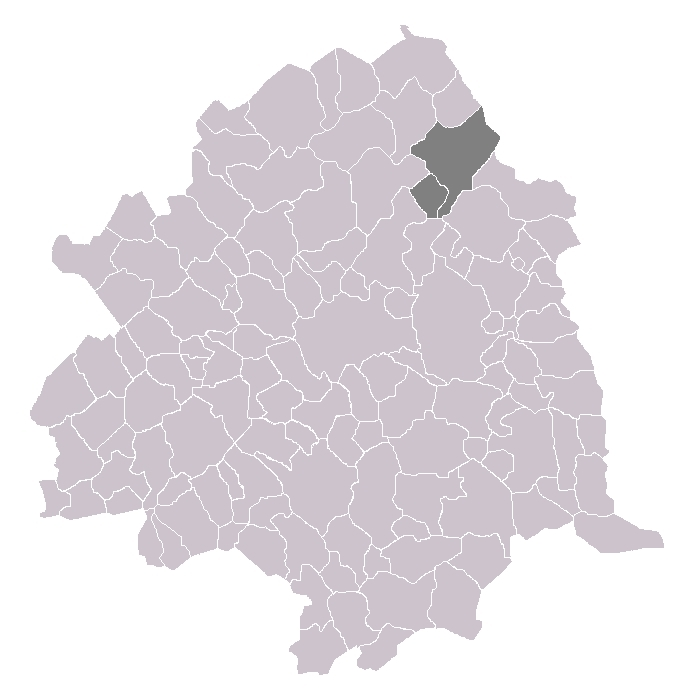
Cantó de Tourcoing-Sud

El cantó de Tourcoing-Sud és una divisió administrativa francesa, situada al departament del Nord i la regió dels Alts de França.

## Composició
El cantó de Tourcoing-Sud aplega les comunes de 
- Mouvaux
- Tourcoing

## Història
| Date d'elecció                        | Identitat         | Partit |
| ------------------------------------- | ----------------- | ------ |
| 2001 - 2008                           | Patrick Delnatte  | UPN    |
| 2008-                                 | Brigitte Lherbier | UPN    |
| Les dades anteriors no són conegudes. |                   |        |
|                                       |                   |        |

## Demografia
| 1962 | 1968 | 1975 | 1982 | 1990 | 1999   | 2006   |
| ---- | ---- | ---- | ---- | ---- | ------ | ------ |
| -    |      |      |      |      | 48.891 | 49.206 |